# Orta (Çankırı)
Orta ist eine Stadt und ein Landkreis der türkischen Provinz Çankırı. Der Ort liegt etwa 40 Kilometer westlich der Provinzhauptstadt Çankırı. Ein früherer Name des Ortes war Karıpazarı. Der Ort ist im Süden über eine Landstraße mit Şabanözü verbunden, im Norden mit Atkaracalar und Çerkeş.
Der Landkreis liegt im Südwesten der Provinz. Er grenzt im Norden an die Kreise Çerkeş, Atkaracalar und Kurşunlu, im Südosten an den Kreis Şabanözü sowie im Südwesten an die Provinz Ankara. Orta liegt am Fluss Devrez Çayı. Dieser ist im Westen beim Ort Kayıören zum See Güldürcek Barajı aufgestaut und hat im Kreisgebiet mehrere Zuflüsse. Dazu zählen von Süden der Eğerlik Deresi und von Norden der Halilöldüren Deresi.
Der Landkreis wurde 1959 gebildet und besteht neben der Kreisstadt (etwa 29 % der Kreisbevölkerung) aus einer weiteren Gemeinde (Belediye): Yaylakent mit 2895 Einwohnern. Ebenfalls zum Landkreis Orta gehören noch 25 Dörfer (Köy) mit durchschnittlich 209 Bewohnern. Das ist die höchste Durchschnittseinwohnerzahl pro Dorf in der Provinz. Dodurga ist das größte Dorf (675 Einw.).